# 天地を喰らう (ファミリーコンピュータ)
『天地を喰らう』（てんちをくらう、英題：Destiny of an Emperor）は、1989年5月19日にカプコンから発売されたファミリーコンピュータ用シミュレーションRPG。本宮ひろ志の漫画『天地を喰らう』を原作としている。同年に同社が稼働開始したアーケードゲーム『天地を喰らう』とは別の作品である。
1994年にゲームボーイに移植された他、携帯電話アプリゲームとしてリメイクされた『天地を喰らうRPG』（2007年）がS!アプリおよびEZアプリにて配信された。

## システム
主人公は劉備軍。桃園の誓い・黄巾族討伐から始まり、各地の逆賊を討伐していって天下統一を目指すストーリーである。劉璋を倒すところまではおおよそ史実通りの流れだが、ライバル曹操との対決場面は無く、それに関連するエピソード（関羽の千里行や赤壁の戦いなど）が省かれている。武将の顔グラフィックやアイテム、数名の原作オリジナルの登場人物が武将として登場するが、原作における天界・魔界といった世界観は登場しない。
劉備軍は最高で7人までの隊列（ロールプレイングゲームでいうところのパーティに相当）を組むことになる。戦闘に参加するのは前列の5人。軍師に任命した武将は強制的に最後列扱いになり、隊列が6人以上の場合は戦闘に参加できなくなる。SP（策略ポイント、MPに相当）は軍師の知力によって上下する。
戦闘時に出現した敵武将を味方に加えることが可能な場合がある。戦闘終了後、敵武将を捕らえた場合に仲間に加えるか否か選択し、仲間に加えるを選んだ場合、無条件か金や名馬を条件に味方に加わる。仲間に加えなかった場合や、誘っても断られた場合は釈放扱いとなり、再びフィールド上で敵として出現する。
攻撃力は武将の武力や武器攻撃力の他、兵士数（HPに相当）の大小にも左右され、兵士数の桁が増えるごと（1→10→100→1,000→10,000）に倍になる。さらに「兵糧」の概念があり、フィールドやダンジョンを歩いていると減っていき、底を突くと歩くごとに兵士数が減ってしまう。兵糧は兵糧屋で購入するか、ボス戦に勝利することで入手できる。

## 備考
- 策略のうち火計・水計・回復計は上位版の策略を覚えると上書きされる。しかし、効果は大きくなる反面、対象範囲が単体→全体→単体→全体等と変化するため、不便になる場合がある（携帯版では上書きされず個別に習得する）。
- 劉備軍の兵士数が増加する武将は五虎大将軍や諸葛亮ら主要な武将に限られている。
- 劉備軍の最大SPはレベルが上がった際に、そのレベルで覚える策略を使える武将がパーティーにいる場合に3～5の割合で上昇する。策略を使える武将がパーティーにいなかった場合、最大SPは上昇しないが策略は自動的に覚えたことになる（策略を覚えた旨のメッセージは表示されない）。
- 倍撃の計は攻撃力を2倍にする策略であるが、策略の攻撃力も2倍にしている。

## ストーリー
ストーリーは基本的に、敵の城や砦で待ち構えるボスの武将を倒すことによって進行していく。
なお、ゲーム上では明確なシナリオ区分表示はないが、本項では便宜的に8章に分けて紹介する。
第4章「袁紹討伐」と第5章「荊州四郡平定」はどちらを先にプレイしても良い。片方を途中まで進めて、もう片方に移ることも可能である。
第1章 黄巾族討伐
黄巾族の首領張角を討ち、黄巾の乱を鎮圧するべく劉備軍が立ち上がった。なお、劉備はこの章でしかパーティーに加わらない。
第2章 董卓討伐
洛陽を占拠した董卓は暴政の限りを尽くしていた。徐州太守となった劉備の命や曹操からの要請を受けて劉備軍は洛陽、そして長安を目指す。
第3章 袁術討伐
混乱のさなか手に入れた玉璽を使って皇帝を名乗った袁術を討つべく劉備軍は進軍する。
第4章 袁紹討伐
袁術と手を組み、漢に取って代わろうと野心を抱き始めた袁紹を討つべく河北へと進軍する。
第5章 荊州四郡平定
荊州四郡では太守たちが不毛な争いを繰り広げており、民を苦しみから解放するべく劉備軍は荊州平定へ乗り出す。
第6章 蜀平定
劉璋が治める蜀は、国内では叛乱が相次ぎ、国外では漢中を支配している張魯が国境を荒らしているという。同族である劉璋の要請を受けて劉備軍は蜀へと進軍する。しかしその最中、劉璋は漢中軍と手を組み劉備軍を裏切ってしまう。
第7章 呉討伐
蜀を平定し、三国が安定したのもつかの間、帝を補佐していた魏の曹操は病死し、呉を治めていた孫策は何者かに暗殺されてしまう。しかも跡を継いだ魏の曹丕、呉の孫権は二人して皇帝を名乗り、事実上漢王朝は崩壊、さらに呉は荊州へと侵攻してきた。劉備は漢王朝を復興させるため、自らも皇帝を名乗り荊州へ侵攻してきた呉の討伐を劉備軍に命ずるのだった。
第8章 魏討伐
帝から至尊の位を奪い、呉の孫権をそそのかした魏の曹丕を討つべく魏領へと進軍する劉備軍。ついに諸悪の根源である曹丕、軍師司馬懿と対峙する。

## 移植版
| No. | タイトル        | 発売日        | 対応機種                         | 開発元   | 発売元   | メディア                           | 型式    | 備考 |
| --- | --------------- | ------------- | -------------------------------- | -------- | -------- | ---------------------------------- | ------- | ---- |
| 1   | 天地を喰らう    | 1994年4月22日 | ゲームボーイ                     | カプコン | カプコン | ロムカセット 2M                    | DMG-ETJ |      |
| 2   | 天地を喰らうRPG | 2007年10月1日 | SoftBank 3G対応機種 （S!アプリ） | カプコン | カプコン | ダウンロード                       | -       |      |
| 3   | 天地を喰らうRPG | 2007年10月4日 | EZアプリ                         | カプコン | カプコン | ダウンロード （とりきり★カプコン） | -       |      |

ゲームボーイ版
- 概要

主人公は劉備軍。桃園の誓い・黄巾族討伐から始まり、各地の逆賊を討伐していって天下統一を目指すストーリーである。
パーティー編成は3人。秘策は個人で習得したものを使う。前半では仲間に加わる武将は固定だが、後半では倒した武将の一部は戦闘後に仲間になることを申し出ることがある。
- シナリオ

前半の山場である赤壁の戦いまでは一本道で、RPGパートと呼ばれる。後半からは好きな順序で城を攻めることが出来るSLGパートとなり、制圧した城には仲間の武将を置いて守りにつかせることが出来る。
制圧した城でも他の城を攻略したと同時に反乱が起きることがあり、兵士戦で防衛することとなる。兵士戦は武将で戦う時に省略された操作で済ませるための機能でもある。勝てば城は守られるが、負けたらその城を再び取り戻さねばならない。
蜀の区域ではリュウやヌエといった怪物が出てくるが、白帝城の洞窟で手に入る「誠の書」というアイテムがあれば人間の姿に戻る。
全ての城を攻略すると曹操との一騎討ちになり、勝つとエンディングとなる。

## スタッフ
ファミリーコンピュータ版
- ゲーム・デザイン：たけなかばんぶう（竹中善則）、おかもときはじ（岡本吉起）
- キャラクター・デザイン：おおしのあーにー、うえだろうそん（うえだすすむ）、たまきすけべい、きじまらっと（木嶋美紀）、かわむらぷうちゃん
- サウンド：ぺろりんとのむら（殿村裕誠）
- プログラム：える えいち あーる、のりたけのりちゃん（とけしのりひろ）
- 原作：本宮ひろ志、本宮企画、集英社
- スペシャル・サンクス：ぐれーとあきまん（あきまん）、はすらーにん（西谷亮）、おおにしこっせつ、かくたほへほへ、かくたゆかだけ、にょいだにまきうち（まきうちただかつ）、しみず! よしりんぼ、ういろーよろぴく!、もえ、ぷーくん

## 評価
ファミリーコンピュータ版
ゲーム誌『ファミコン通信』の「クロスレビュー」では、7・8・7・6の合計28点（満40点）、『ファミリーコンピュータMagazine』の読者投票による「ゲーム通信簿」での評価は以下の通り24.47点（満30点）となっている。
| 項目 | キャラクタ | 音楽 | 操作性 | 熱中度 | お買得度 | オリジナリティ | 総合  |
| 得点 | 4.21       | 3.88 | 4.09   | 4.33   | 3.93     | 4.03           | 24.47 |
ゲームボーイ版
ゲーム誌『ファミコン通信』の「クロスレビュー」では、6・4・6・5の合計21点（満40点）、『ファミリーコンピュータMagazine』の読者投票による「ゲーム通信簿」での評価は以下の通り21.0点（満30点）となっている。
| 項目 | キャラクタ | 音楽 | お買得度 | 操作性 | 熱中度 | オリジナリティ | 総合 |
| 得点 | 3.8        | 3.3  | 3.4      | 3.6    | 3.6    | 3.4            | 21.0 |